# Alliance Data
Alliance Data (NYSE : ADS) est une entreprise américaine spécialisée dans la création et le maintien de programmes de fidélisation et de marketing (telles l'émission de cartes de crédit maison et la mise en œuvre de marketing direct). Pour atteindre ses buts, elle s'appuie sur l'analyse des habitudes des consommateurs de ses clients corporatifs. En décembre 2009, elle emploie environ 7 400 personnes. En 2010, elle a réalisé un chiffre d'affaires de 8,272 milliards USD.

## Histoire
En septembre 2014, Alliance Data acquiert Conversant pour 2,3 milliards de dollars.
Le 17 juin 2017, Walt Disney Company EMEA signe un contrat de 4 ans jusqu'en 2021 avec Alliance Data pour les Disney Channel européennes
En avril 2019, Publicis annonce l'acquisition d'Epsilon, filiale d'Alliance Data Systems, pour 4,4 milliards de dollars.

## Divisions
ADS exploite trois grandes divisions de services :
1. Alliance Data Retail Services est spécialisée dans le marketing et les services de gestion de cartes de crédit maison. Pour répondre aux demandes de ses clients, elle exploite trois centre d'appels[8].
2. LoyaltyOne, exploitée au Canada, fournit différents services de fidélisation aux clients nord-américains œuvrant dans l'industrie de ventes au détail, les services financiers, l'alimentation, l'industrie pétrochimique, les voyages et les services d'hébergement. Elle est composée de cinq entités : le Air Miles Reward Program, auquel participent environ les 2/3 des familles canadiennes[9], Colloquy,; LoyaltyOne Consulting, Precima et Direct Antidote.
3. Epsilon propose une large palette de services de fidélisation en se basant sur les habitudes des consommateurs de ses clients corporatifs. En avril 2011, des hackers ont piraté plusieurs bases de données d’Epsilon, obtenant ainsi des informations sur des millions de consommateurs faisant affaire avec ses clients corporatifs[10], dont US Bank, JPMorgan Chase, TiVo, Best Buy et Walgreens[11]. Les responsables de cette division savaient depuis décembre 2011 que leurs systèmes informatiques risquaient d'être la cible d'une telle attaque[12].

## Actionnaires
Liste des principaux actionnaires au 30 octobre 2019.
| CR Intrinsic Investors          | 11,6% |
| Satellite Asset Management      | 10,5% |
| ValueAct Capital Management     | 9,90% |
| The Vanguard Group              | 9,85% |
| Tisbury Capital North America   | 6,38% |
| Noonday Asset Management        | 5,58% |
| Fidelity Management & Research. | 5,24% |
| Edgewood Management             | 4,80% |
| Sowood Capital Management       | 4,05% |
| SSgA Funds Management           | 3,91% |